# 藤野佑磨
藤野 佑磨（ふじの ゆうま、1995年7月29日 - ）は、ジャパンラグビーリーグワンのレッドハリケーンズ大阪に所属するラグビー選手。

## プロフィール
- 兵庫県出身[1]。
- ポジションはプロップ (PR)。
- 身長: 181 cm、体重: 115 kg
- ニックネームはユウマ、ふじぴー。
- U20日本代表に選ばれたことがある[2]。
- ジュニア・ジャパンに選ばれたことがある[3]。

## 略歴
ラグビーを始めたきっかけは、父親がワールドのラグビー部に在籍していたため。
2014年、報徳学園高校卒業後、立命館大学に入る。なお報徳学園高校時代、高校日本代表候補に選ばれたことがある。
2018年、立命館大学卒業後、東芝ブレイブルーパス(現・東芝ブレイブルーパス東京)に加入。同年12月2日に行われたジャパンラグビートップリーグ総合順位決定トーナメント1回戦の日野レッドドルフィンズ戦にて途中出場で公式戦初出場を果たす。
2024年5月、東芝ブレイブルーパス東京を退団。
2024年10月、レッドハリケーンズ大阪に入団した。